# I tre moschettieri (film 1921)
I tre moschettieri (The Three Musketeers) è un film del 1921 diretto da Fred Niblo e interpretato da Douglas Fairbanks, basato su Les Trois Mousquetaires, romanzo del 1844 di Alexandre Dumas. I moschettieri erano interpretati da Léon Bary (Athos), George Siegmann (Porthos), Eugene Pallette (Aramis). Nel ruolo di Milady, Barbara La Marr; in quello di Costanza Marguerite De La Motte. Il re era Adolphe Menjou e il cardinale di Richelieu Nigel De Brulier, attore che avrebbe poi interpretato lo stesso ruolo in altri tre film.
Fu il primo film in cui Fairbanks sfoggiò i celebri baffetti, che divennero un marchio di fabbrica della sua immagine negli anni seguenti. Otto anni dopo, Fairbanks riprese il personaggio nel film La maschera di ferro.

## Trama
Il cardinale di Richelieu, uomo forte alla corte di re Luigi XIII, intriga per mettere in cattiva luce la regina che è segretamente innamorata del duca di Buckingham. A Parigi, arriva dalla Guascogna il giovane D'Artagnan, deciso a entrare a far parte dei moschettieri del re. Conosce e diventa fraterno amico di Athos, Porthos e Aramis, tre moschettieri combattivi e fedeli alla corona che si uniscono a lui nel contrastare i piani del cardinale. D'Artagnan, per difendere l'onore della regina, si imbarca alla volta dell'Inghilterra per andare a recuperare alcuni diamanti che la sovrana ha donato al duca. Il giovane riuscirà a compiere la difficile missione, ritornando in tempo per sottrarre la sua regina alle ire del monarca, giocando in questo modo un brutto tiro al cardinale ma riuscendo così a conquistare definitivamente il cuore di Costanza, la fedele cucitrice della regina.

## Produzione

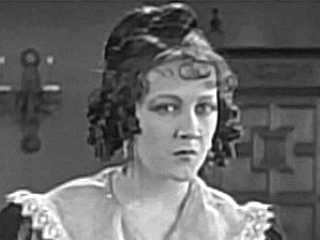
Barbara La Marr, Milady

Prodotto dalla Douglas Fairbanks Pictures, il film, secondo alcune anticipazioni, avrebbe dovuto essere girato in Francia ma, alla fine, si scelse la California. Secondo il Moving Picture World, le stime per le riprese in Francia sarebbero dovute durare sei mesi. Per le scene di interni, furono usati invece gli studi Raleigh, al 5300 Melrose Avenue di Hollywood. Alcune scene vennero girate a colori, con un sistema chiamato Wyckoff-DeMill Color. Le riprese durarono da fine aprile a tutto luglio o inizio agosto del 1921. Il 20 agosto, Motion Picture News riferiva che, dopo novanta giorni, le riprese erano terminate. Erano state girate 894 scene con una media di dieci scene al giorno.
Costato un milione di dollari, era la produzione più costosa affrontata fino a quel momento da Douglas Fairbanks: i 150 costumi costarono 100.000 dollari, altri 50.000 dollari vennero spesi per le scenografie e il libro paga settimanale per il cast di 116 persone (escluse le comparse) si calcolò assommasse ad altri 50.000 dollari.

## Distribuzione
Il copyright del film, distribuito dall'United Artists, venne richiesto dalla Douglas Fairbanks Pictures Corp. e fu registrato il 13 settembre 1921 con il numero LP16959.

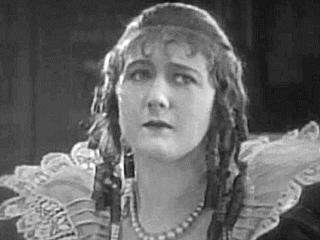
Mary MacLaren, Anna d'Austria

Exhibitors Herald del 18 giugno 1921 riportava che Hiram Abrams, presidente della United Artists, aveva affittato il Lyric Theatre di New York per presentare il film nel periodo autunnale. Il prezzo del biglietto più caro venne fissato a 2 dollari e 50. Per organizzare al Lyric "una presentazione di lusso", fu assunto Joseph Plunkett, amministratore delegato del Mark Strand Theatre. Il 17 giugno, Variety annunciava l'uscita del film per il 14 agosto. Il film, in realtà fu poi presentato due settimane dopo la data annunciata, il 28 agosto 1921 con una prima di gala a New York, alla quale partecipò Douglas Fairbanks insieme alla moglie, la celebre Mary Pickford.
Il film incassò nel solo mercato statunitense 1.500.000 dollari. In Svezia, il film venne distribuito il 2 ottobre 1922, in Finlandia il 22 ottobre 1923, in Portogallo il 24 ottobre 1927, in Germania, dove fu presentato con il titolo Douglas Fairbanks - Der vierte Musketier (o Douglas Fairbanks der vierte Musketier), uscì in sala nel 1928. In Francia, prese il titolo Les Trois mousquetaires, in Spagna quello di Los tres mosqueteros e in Portogallo di Os Três Mosqueteiros.
Il 3 febbraio 2004, il film rimasterizzato è stato distribuito in DVD.

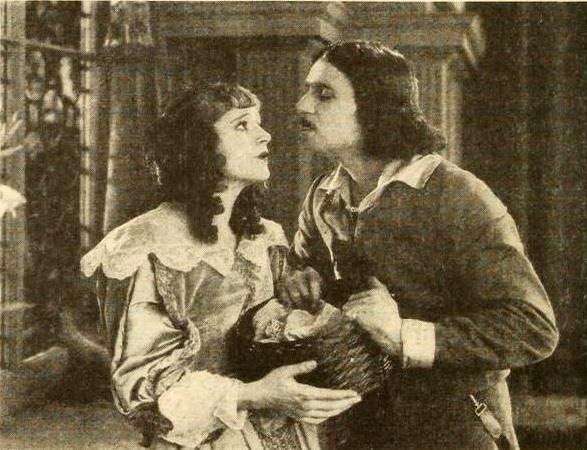
Marguerite De La Motte (Costanza) e Douglas Fairbanks (D'Artagnan)

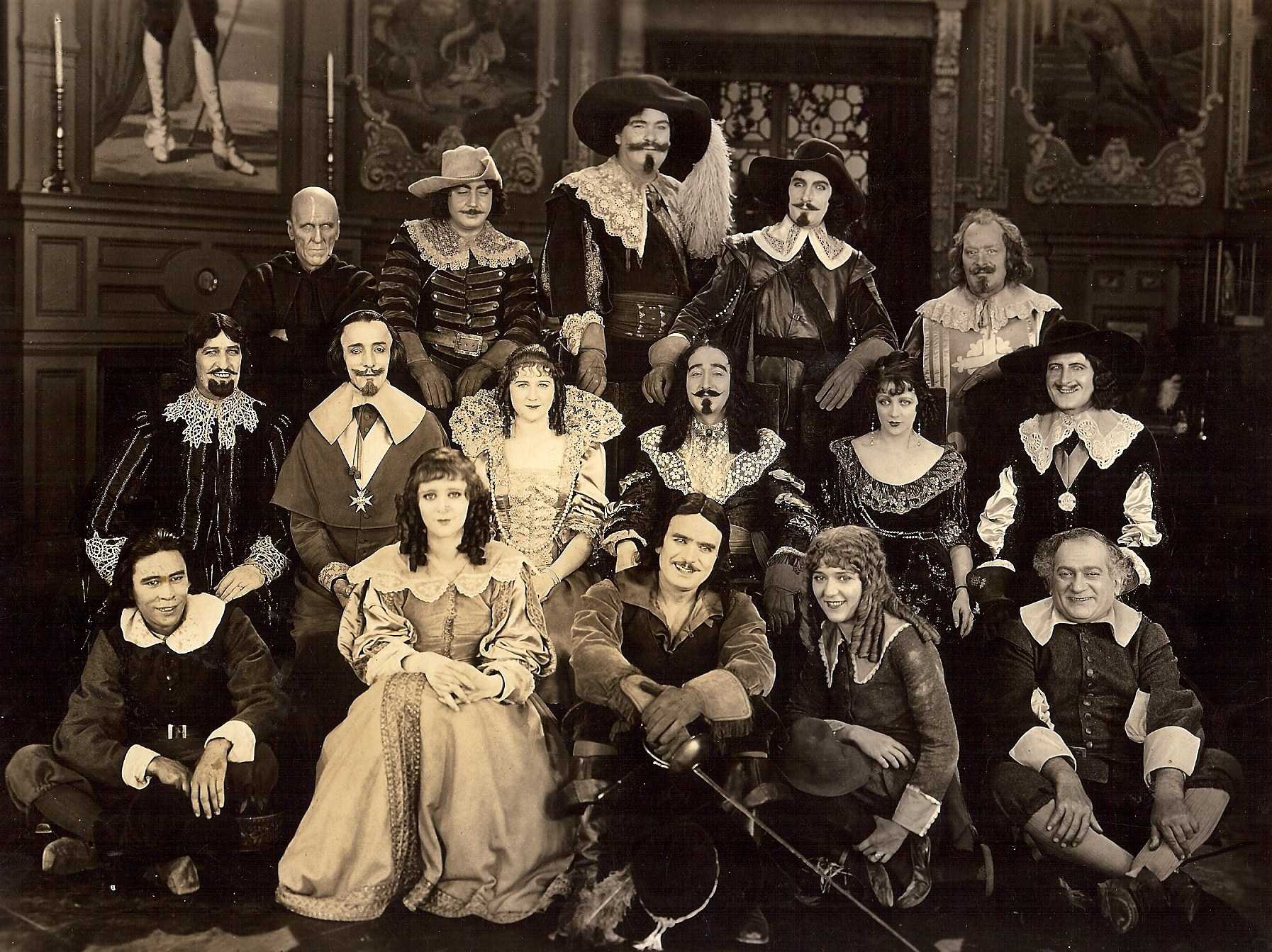
Il cast al gran completo con Fairbanks al centro in prima fila

Esistono diverse copie complete della pellicola. Il film si trova conservato negli archivi della Cinémathèque Royale de Belgique di Bruxelles, in quelli del Deutsches Filminstitut-Dif di Wiesbaden, della Filmoteka Narodowa di Varsavia, della Library of Congress di Washington, del Museum Of Modern Art di New York, del Gosfilmofond di Mosca, del George Eastman House di Rochester, del Pacific Film Archive di Beverly Hills e del BFI/National Film And Television Archive di Londra.